# Sinocrassula
Sinocrassula es un género de plantas con flores de la familia Crassulaceae. También conocida como Crassula China. Comprende 13 especies descritas y de estas, 7 aceptadas.

## Taxonomía
El género fue descrito por Alwin Berger y publicado en Die natürlichen Pflanzenfamilien, Zweite Auflage 18(a): 462. 1930. La especie tipo es: Sinocrassula indica

## Especies
- Sinocrassula ambigua (Praeger) A. Berger
- Sinocrassula densirosulata (Praeger) A. Berger
- Sinocrassula diversifolia H. Chuang
- Sinocrassula indica (Decne.) A. Berger)
- Sinocrassula longistyla (Praeger) S.H. Fu
- Sinocrassula techinensis (S.H. Fu) S.H. Fu
- Sinocrassula yunnanensis (Franchet) A. Berger), Heimat: Yunnan.